# Kalu Uche
Kalu Uche (* 15. November 1982 in Aba) ist ein nigerianischer ehemaliger Fußballspieler. Uche wurde als Stürmer oder Mittelfeldspieler eingesetzt und spielte von 2003 bis 2012 in der Fußballnationalmannschaft Nigerias. Er besitzt auch die spanische Staatsangehörigkeit.

## Karriere

### Verein
Seine Profikarriere begann Uche im Jahr 1998 beim nigerianischen Erstligisten FC Enyimba. Im selben Jahr noch wechselte er zu Iwuanyanwu Nationale, der ebenfalls in der Nigerianischen Premier League spielte. Bis zum Jahr 2001 spielte er mit seinem Bruder beim FC Heartland und wechselte dann zum spanischen Klub Espanyol Barcelona. In der Saison 2001/02 wurde der nigerianische Fußballspieler vom polnischen Sportverein Wisła Krakau verpflichtet, wo er in drei Jahren 61 Liga-Spiele absolvierte und 14 Tore schoss. Im Jahr 2004 wurde er für ein Jahr an Girondins Bordeaux nach Frankreich ausgeliehen, wo er 24 Ligaeinsätze hatte. Einen Monat nach seiner Rückkehr zu Wisła Krakau wechselte er im Jahr 2005 für eine unbekannte Ablösesumme zum UD Almería.
Im Sommer 2011 wechselte Uche in die Schweiz zu Neuchâtel Xamax. Er unterschrieb einen Zweijahresvertrag. Dieser verlor allerdings bereits im Januar 2012 seine Gültigkeit, nachdem Xamax zunächst die Lizenz entzogen worden war und der Klub wenig später Konkurs anmeldete. Am 30. Januar 2012 wechselte er dann zurück nach Spanien zu seinem ehemaligen Verein Espanyol Barcelona, wo er einen Vertrag bis Juni 2013 unterschrieb.
Am 20. Juli 2012 wechselte Uche zum türkischen Erstliganeuling Kasımpaşa Istanbul und unterzeichnete einen Dreijahresvertrag. Bei seinem neuen Verein avancierte er von Anfang an als Leistungsträger. Über die gesamte Saison befand er sich auf den ersten drei Plätzen der Torschützenliste der Liga. Zum Saisonende wurde er mit 19 Toren hinter Burak Yılmaz, der mit 24 Toren Torschützenkönig wurde der Süper Lig, Zweiter Torschützenliste der Süper-Lig-Saison 2012/13. Am 1. Oktober 2013 wechselte er erneut die Teams und Länder und schloss einen Vertrag mit al-Jaish SC in Katar ab. Hier blieb er eine Saison und ging von 2014 bis 2015 zu Al-Rayyan. Am 29. Januar 2015 unterzeichnete er einen 18-Monats-Vertrag mit UD Levante,	wechselte aber noch gleichen Jahr zum FC Pune City. Am 7. Januar 2016 kehrte er nach sechs Monaten beim FC Pune City nach Almería zurück um den Angriff des Rojiblanco-Teams zu verstärken. Von 2017 bis 2018 spielte Uche dann beim Delhi Dynamos und von 2018 bis 2019 bei ATK. Seit Januar 2021 agiert er ohne Vereinsbindung beim FC Águilas.

### Nationalmannschaft
Sein Debüt für die nigerianische Fußballnationalmannschaft gab er im Jahr 2003 in einem Qualifikationsspiel für die Fußball-Afrikameisterschaft 2004 gegen Angola. Bis 2012 wurde er insgesamt 37 mal bei Länderspielen eingesetzt und nahm an der Weltmeisterschaft 2010 in Südafrika teil.

## Sonstiges
Sein jüngerer Bruder Ikechukwu Uche (* 1984) ist ebenfalls nigerianischer Nationalspieler.